# Kočija
Kočija ili kočije je naziv za kola, odnosno kopneno vozilo na kotačima za prijevoz putnika koje pokreću životinje, najčešće konji. Kočije se od ostalih vozila na stočnu vuču ističu prije svega zato što su izrađene za prijevoz putnika, odnosno što su njihovoj udobnosti žrtvovane veličina tereta i/ili brzina. Zbog toga su se tradicionalno smatrale jednim od statusnih simbola višeg sloja.
S razvojem velikih gradova počele su se rabiti za taksi službu ili gradski prijevoz. Krajem 19. stoljeća su kočije služile kao model za izradu tzv. kočija bez konja (prvih putničkih automobila). Razvoj automobilskog prometa je u potpunosti istisnuo kočije kao prijevozno sredstvo pa se danas rabe isključivo u obredne svrhe ili kao turistička atrakcija.
Preteča brzinomjera u pariškim kočijama bio je velocimetar hrvatskog izumitelja Josipa Belušića.

## Vanjske poveznice
- Online Information article about carriage  Arhivirana inačica izvorne stranice od 4. lipnja 2012. (Wayback Machine) Originally appearing in the 1911 Encyclopaedia Britannica.
- Passenger Vehicles  Arhivirana inačica izvorne stranice od 31. listopada 2007. (Wayback Machine) The Guild of Model Wheelwrights. Illustrations and text.
- Science and Society Picture Library - Search Illustrations and text.